# 100%SKE48!
『ラジカルNEOナイト 100%SKE48』（ラジカル・ネオ・ナイト ひゃくパーセントエスケーイーフォーティーエイト）は、2015年12月1日から2019年12月25日までRadio NEOで放送されていたラジオ番組。2017年9月まではラジカル NEO ナイトの火曜放送枠として「100%SKE48!」という番組名で放送されていたが、2017年10月に枠と番組が統合され、「ラジカルNEOナイト 100%SKE48」に変更された。2018年4月4日より、水曜日の同時間帯に移動。同年10月3日より、放送時間が1時間繰上になった。

## 概要
2015年10月1日のRadio NEOへの改称後、2度目なる改編として同年12月1日から『ラジカル NEO ナイト』枠が放送開始され、その火曜放送枠として本番組が開始された。その後、2016年10月の改編を皮切りに他の曜日の放送が徐々に終了となり、2017年10月の改編で本番組のみとなったことから、前述にもある通り、枠と番組が統合されて放送される。
また、同時間帯で同じくSKE48が務める番組『SKE48 1+1は2じゃないよ!』（東海ラジオ放送）が放送されているため、その時間帯（21:30 - 21:40頃）はシンガーソングライターのizuがパーソナリティの『izuさんのイチイチさん』が内包番組として放送される。
2018年10月の改編で、放送時間が1時間繰上になったことで、15歳以上のメンバーの生出演が可能となった。

## 放送時間
- 毎週水曜 20:00 - 22:00（2018年10月3日 - 2019年12月25日）

### 過去
- 毎週火曜 21:00 - 23:00（2015年12月1日[1] - 2018年3月27日）
- 毎週水曜 21:00 - 23:00（2018年4月4日 - 9月26日）

## 出演者
- SKE48

| 2015年 | 2015年                            | 2015年                            | 2015年                               | 2015年                           | 2015年                                        |
| 月     | 1週目                             | 2週目                             | 3週目                                | 4週目                            | 5週目                                         |
| ------ | --------------------------------- | --------------------------------- | ------------------------------------ | -------------------------------- | --------------------------------------------- |
| 12月   | 1日：矢方美紀 斉藤真木子 谷真理佳 | 8日：内山命 惣田紗莉渚 山下ゆかり | 15日：梅本まどか 鎌田菜月 斉藤真木子 | 22日：二村春香 磯原杏華 木本花音 | 29日：（収録放送） 小畑優奈 北野瑠華 市野成美 |
| 1.     |                                   |                                   |                                      |                                  |                                               |

| 2016年         | 2016年                                       | 2016年                                          | 2016年                                          | 2016年                                        | 2016年                           |
| 月             | 1週目                                        | 2週目                                           | 3週目                                           | 4週目                                         | 5週目                            |
| -------------- | -------------------------------------------- | ----------------------------------------------- | ----------------------------------------------- | --------------------------------------------- | -------------------------------- |
| 1月            | 5日：大矢真那 後藤理沙子 加藤るみ            | 12日：矢方美紀 斉藤真木子 須田亜香里            | 19日：二村春香 磯原杏華 木本花音                | 26日：内山命 山下ゆかり 梅本まどか            | -                                |
| 2月            | 2日：高木由麻奈 山下ゆかり 柴田阿弥          | 9日：竹内舞 梅本まどか 酒井萌衣                 | 16日：二村春香 宮前杏実 矢方美紀                | 23日：東李苑 後藤理沙子 青木詩織              | -                                |
| 3月            | 1日：都築里佳 山下ゆかり 酒井萌衣            | 8日：内山命 松村香織 谷真理佳                   | 15日：大矢真那 後藤理沙子 斉藤真木子            | 22日：竹内舞 青木詩織 高木由麻奈              | 29日：竹内舞 都築里佳 宮前杏実   |
| 4月            | 5日：後藤理沙子 矢方美紀 斉藤真木子          | 12日：石田安奈 高木由麻奈 日高優月              | 19日：二村春香 古畑奈和 熊崎晴香                | 26日：（収録放送） 北川綾巴 野口由芽 山田樹奈 | -                                |
| 5月            | 3日：惣田紗莉渚 木本花音 谷真理佳            | 10日：青木詩織 石田安奈 日高優月                | 17日：（収録放送） 荒井優希 竹内彩姫 市野成美   | 24日：東李苑 野口由芽 宮前杏実                | 31日：鎌田菜月 木本花音 熊崎晴香 |
| 6月            | 7日：青木詩織 惣田紗莉渚 斉藤真木子          | 14日：（収録放送） 江籠裕奈 小畑優奈 白井琴望   | 21日：荒井優希 惣田紗莉渚 日高優月              | 28日：犬塚あさな 矢方美紀 内山命              | -                                |
| 7月            | 5日：青木詩織 高木由麻奈 斉藤真木子          | 12日：（収録放送） 竹内彩姫 井田玲音名 菅原茉椰 | 19日：大矢真那 野口由芽 山田樹奈                | 26日：東李苑 青木詩織 日高優月                | -                                |
| 8月            | 2日：犬塚あさな 竹内舞 高木由麻奈            | 9日：野口由芽 宮前杏実 山田樹奈                 | 16日：東李苑 大矢真那 斉藤真木子                | 23日：（収録放送） 北野瑠華 髙寺沙菜 福士奈央 | 30日：酒井萌衣 柴田阿弥 谷真理佳 |
| 9月            | 6日：後藤理沙子 都築里佳 二村春香            | 13日：（収録放送） 杉山愛佳 野島樺乃 一色嶺奈   | 20日：東李苑 矢方美紀 木本花音                  | 27日：二村春香 宮前杏実 古畑奈和              | -                                |
| 10月           | 4日：（収録放送） 江籠裕奈 小畑優奈 白井琴望 | 11日：青木詩織 松村香織 斉藤真木子              | 18日：惣田紗莉渚 酒井萌衣 谷真理佳              | 25日：犬塚あさな 野口由芽 山田樹奈            | -                                |
| 11月           | 1日：荒井優希 高木由麻奈 日高優月            | 8日：東李苑 竹内舞 矢方美紀                     | 15日：（収録放送） 野島樺乃 井田玲音名 一色嶺奈 | 22日：都築里佳 木本花音 酒井萌衣              | 29日：山田樹奈 青木詩織 鎌田菜月 |
| 12月           | 6日：二村春香 矢方美紀 斉藤真木子            | 13日：東李苑 都築里佳 石田安奈                  | 20日：井田玲音名 酒井萌衣 谷真理佳              | 27日：北川綾巴 惣田紗莉渚 熊崎晴香            | -                                |
| 1. 2. 3. 4. 5. |                                              |                                                 |                                                 |                                               |                                  |

| 2017年                     | 2017年                                         | 2017年                                        | 2017年                                           | 2017年                                        | 2017年                               |
| 月                         | 1週目                                          | 2週目                                         | 3週目                                            | 4週目                                         | 5週目                                |
| -------------------------- | ---------------------------------------------- | --------------------------------------------- | ------------------------------------------------ | --------------------------------------------- | ------------------------------------ |
| 1月                        | 3日：（収録放送） 松本慈子 市野成美 髙寺沙菜   | 10日：山田樹奈 青木詩織 井田玲音名            | 17日：（収録放送） 野島樺乃 町音葉 太田彩夏      | 24日：犬塚あさな 大矢真那 矢方美紀            | 31日：酒井萌衣 髙畑結希 谷真理佳     |
| 2月                        | 7日：都築里佳 野口由芽 山田樹奈                | 14日：惣田紗莉渚 日高優月 木本花音            | 21日：竹内舞 矢方美紀 石田安奈                   | 28日：内山命 佐藤佳穂 白雪希明                | -                                    |
| 3月                        | 7日：犬塚あさな 大矢真那 後藤理沙子            | 14日：木本花音 熊崎晴香 酒井萌衣              | 21日：東李苑 北川綾巴 惣田紗莉渚                 | 28日：（収録放送） 町音葉 後藤楽々 末永桜花   | -                                    |
| 4月                        | 4日：青木詩織 荒井優希 井田玲音名              | 11日：（収録放送） 水野愛理 浅井裕華 菅原茉椰 | 18日：井田玲音名 熊崎晴香 谷真理佳               | 25日：山田樹奈 岡田美紅 矢作有紀奈            | -                                    |
| 5月                        | 2日：青木詩織 荒井優希 日高優月                | 9日：（収録放送） 太田彩夏 北野瑠華 水野愛理  | 16日：竹内舞 山田樹奈 谷真理佳                   | 23日：青木詩織 石田安奈 斉藤真木子            | 30日：犬塚あさな 佐藤佳穂 矢作有紀奈 |
| 6月                        | 6日：大矢真那 後藤理沙子 二村春香              | 13日：（収録放送） 井上瑠夏 坂本真凛 仲村和泉 | 20日：鎌田菜月 熊崎晴香 谷真理佳                 | 27日：青木詩織 荒井優希 高木由麻奈            | -                                    |
| 7月                        | 4日：大矢真那 内山命 斉藤真木子                | 11日：北野瑠華 惣田紗莉渚 髙畑結希            | 18日：（収録放送） 竹内彩姫 日高優月 矢作有紀奈  | 25日：後藤理沙子 都築里佳 二村春香            | -                                    |
| 8月                        | 1日：青木詩織 松村香織 斉藤真木子              | 8日：日高優月 市野成美 木本花音               | 15日：北川綾巴 山田樹奈 青木詩織                 | 22日：（収録放送） 後藤楽々 菅原茉椰 髙寺沙菜 | 29日：鎌田菜月 熊崎晴香 髙畑結希     |
| 9月                        | 5日：荒井優希 井田玲音名 福士奈央              | 12日：（収録放送） 倉島杏実 野村実代 森平莉子 | 19日：後藤理沙子 山田樹奈 松村香織               | 26日：犬塚あさな 都築里佳 内山命              | -                                    |
| 10月                       | 3日：（収録放送） 上村亜柚香 杉山愛佳 白井琴望 | 10日：青木詩織 荒井優希 高木由麻奈            | 17日：鎌田菜月 木本花音 斉藤真木子               | 24日：井田玲音名 熊崎晴香 福士奈央            | 31日：都築里佳 山田樹奈 市野成美     |
| 11月                       | 7日：佐藤すみれ 髙畑結希 谷真理佳              | 14日：鎌田菜月 木本花音 熊崎晴香              | 21日：（収録放送） 松本慈子 菅原茉椰 髙寺沙菜    | 28日：大矢真那 都築里佳 鎌田菜月              | -                                    |
| 12月                       | 5日：犬塚あさな 都築里佳 松本慈子              | 12日：後藤理沙子 松本慈子 山田樹奈            | 19日： （収録放送） 浅井裕華 佐藤すみれ 末永桜花 | 26日：北野瑠華 熊崎晴香 谷真理佳              | -                                    |
| 1. 2. 3. 4. 5. 6. 7. 8. 9. |                                                |                                               |                                                  |                                               |                                      |

| 2018年                                     | 2018年                                       | 2018年                                        | 2018年                                        | 2018年                                          | 2018年                            |
| 月                                         | 1週目                                        | 2週目                                         | 3週目                                         | 4週目                                           | 5週目                             |
| ------------------------------------------ | -------------------------------------------- | --------------------------------------------- | --------------------------------------------- | ----------------------------------------------- | --------------------------------- |
| 1月                                        | 2日：（収録放送） 太田彩夏 小畑優奈 水野愛理 | 9日：北川綾巴 大場美奈 須田亜香里             | 16日：（収録放送） 町音葉 太田彩夏 後藤楽々   | 23日：松本慈子 菅原茉椰 髙寺沙菜                | 30日：鎌田菜月 佐藤佳穂 谷真理佳  |
| 2月                                        | 6日：青木詩織 内山命 松村香織                | 13日：（収録放送） 水野愛理 相川暖花 浅井裕華 | 20日：日高優月 市野成美 菅原茉椰              | 27日：井田玲音名 髙畑結希 福士奈央              | -                                 |
| 3月                                        | 6日：都築里佳 松本慈子 荒井優希              | 13日： 青木詩織 荒井優希 市野成美             | 20日：犬塚あさな 内山命 高木由麻奈            | 27日：（収録放送） 一色嶺奈 上村亜柚香 北川愛乃 | -                                 |
| 4月                                        | 4日：山田樹奈 斉藤真木子 谷真理佳            | 11日：白雪希明 仲村和泉 野々垣美希            | 18日：江籠裕奈 北野瑠華 古畑奈和              | 25日：（収録放送） 松本慈子 荒井優希 髙塚夏生   | -                                 |
| 5月                                        | 2日：青木詩織 荒井優希 内山命                | 9日：荒井優希 井田玲音名 福士奈央             | 16日：（収録放送） 一色嶺奈 井上瑠夏 野村実代 | 23日：鎌田菜月 熊崎晴香 佐藤佳穂                | 30日：佐藤佳穂 菅原茉椰 谷真理佳  |
| 6月                                        | 6日：白雪希明 髙畑結希 福士奈央              | 13日：岡田美紅 松本慈子 荒井優希              | 20日：岡田美紅 髙畑結希 谷真理佳              | 27日：犬塚あさな 内山命 松村香織                | -                                 |
| 7月                                        | 4日：（収録放送） 野島樺乃 水野愛理 浅井裕華 | 11日：青木詩織 井田玲音名 福士奈央            | 18日：（収録放送） 太田彩夏 相川暖花 中野愛理 | 25日：山田樹奈 斉藤真木子 西満里奈              | -                                 |
| 8月                                        | 1日：（収録放送） 小畑優奈 白井琴望 水野愛理 | 8日：松本慈子 髙畑結希 福士奈央               | 15日：岡田美紅 北川綾巴 仲村和泉              | 22日：熊崎晴香 佐藤佳穂 白雪希明                | 29日：江籠裕奈 北野瑠華 竹内彩姫  |
| 9月                                        | 5日：岡田美紅 野々垣美希 平田詩奈            | 12日：（収録放送） 太田彩夏 大谷悠妃 中野愛理 | 19日：山田樹奈 井田玲音名 菅原茉椰            | 26日：（収録放送） 相川暖花 浅井裕華 末永桜花   | -                                 |
| 10月                                       | 3日：井上瑠夏 野村実代 山田樹奈              | 10日：坂本真凛 熊崎晴香 白雪希明              | 17日：太田彩夏 日高優月 水野愛理              | 24日：北野瑠華 平田詩奈 福士奈央                | 31日： 野島樺乃 青木詩織 浅井裕華 |
| 11月                                       | 7日：水野愛理 鎌田菜月 野々垣美希            | 14日：都築里佳 内山命 高木由麻奈              | 21日：北川愛乃 仲村和泉 松本慈子              | 28日：上村亜柚香 杉山愛佳 野島樺乃 町音葉       | -                                 |
| 12月                                       | 5日：井上瑠夏 斉藤真木子 髙畑結希            | 12日：岡田美紅 坂本真凛 杉山愛佳              | 19日：西満里奈 深井ねがい 福士奈央            | 26日：太田彩夏 白井琴望 水野愛理                | -                                 |
| 1. 2. 3. 4. 5. 6. 7. 8. 9. 10. 11. 12. 13. |                                              |                                               |                                               |                                                 |                                   |

| 2019年                                 | 2019年                                       | 2019年                               | 2019年                             | 2019年                                          | 2019年                                          |
| 月                                     | 1週目                                        | 2週目                                | 3週目                              | 4週目                                           | 5週目                                           |
| -------------------------------------- | -------------------------------------------- | ------------------------------------ | ---------------------------------- | ----------------------------------------------- | ----------------------------------------------- |
| 1月                                    | 2日：（収録放送） 大谷悠妃 中野愛理 日高優月 | 9日：佐藤佳穂 髙畑結希 福士奈央      | 16日：杉山愛佳 野村実代 鎌田菜月   | 23日：中野愛理 西満里奈 平田詩奈                | 30日：山田樹奈 青木詩織 荒井優希                |
| 2月                                    | 6日：仲村和泉 松本慈子 竹内彩姫              | 13日：白雪希明 野々垣美希 深井ねがい | 20日：大芝りんか 高柳明音 水野愛理 | 27日：（収録放送） 中野愛理 相川暖花 西満里奈   | -                                               |
| 3月                                    | 6日：井田玲音名 鎌田菜月 白雪希明            | 13日：日高優月 荒野姫楓 藤本冬香     | 20日：松本慈子 青海ひな乃 赤堀君江 | 27日：太田彩夏 小畑優奈 水野愛理                | -                                               |
| 4月                                    | 3日：青木詩織 大場紗也加 川嶋美晴            | 10日：片岡成美 白井琴望 白井友紀乃   | 17日：坂本真凛 赤堀君江 岡本彩夏   | 24日：大場美奈 松村香織 谷真理佳                | -                                               |
| 5月                                    | 1日：荒野姫楓 岡本彩夏 白井友紀乃            | 8日：西満里奈 入内嶋涼 田辺美月      | 15日：太田彩夏 高木由麻奈 水野愛理 | 22日：青木詩織 内山命 斉藤真木子                | 29日：（収録放送） 大谷悠妃 鈴木恋奈 竹内ななみ |
| 6月                                    | 5日：井上瑠夏 北川綾巴 杉山愛佳              | 12日：井田玲音名 髙畑結希 野々垣美希 | 19日：大芝りんか 片岡成美 白井琴望 | 26日：北川愛乃 坂本真凛 仲村和泉                | -                                               |
| 7月                                    | 3日：石川花音 田辺美月 藤本冬香              | 10日：北川綾巴 青木詩織 水野愛理     | 17日：坂本真凛 野々垣美希 川嶋美晴 | 24日：（収録放送） 大谷悠妃 上村亜柚香 相川暖花 | 31日：青木詩織 白井琴望 竹内彩姫                |
| 8月                                    | 7日：中野愛理 西満里奈 平田詩奈              | 14日：石川花音 入内嶋涼 白井友紀乃   | 21日：松本慈子 岡本彩夏 田辺美月   | 28日：鎌田菜月 谷真理佳 福士奈央                | -                                               |
| 9月                                    | 4日：野島樺乃 太田彩夏 後藤楽々              | 11日：青海ひな乃 池田楓 竹内ななみ   | 18日：北川愛乃 杉山愛佳 仲村和泉   | 25日：井上瑠夏 北川綾巴 竹内彩姫                | -                                               |
| 10月                                   | 2日：太田彩夏 水野愛理 福士奈央              | 9日：坂本真凛 都築里佳 松本慈子      | 16日：荒井優希 北野瑠華 日高優月   | 23日：熊崎晴香 菅原茉椰 深井ねがい              | 30日：荒野姫楓 川嶋美晴 藤本冬香                |
| 11月                                   | 6日：石黒友月 坂本真凛 赤堀君江              | 13日：大芝りんか 片岡成美 中野愛理   | 20日：入内嶋涼 岡本彩夏 白井友紀乃 | 27日：熊崎晴香 佐藤佳穂 野々垣美希              | -                                               |
| 12月                                   | 4日：野村実代 末永桜花 青海ひな乃            | 11日：青木詩織 江籠裕奈 竹内彩姫     | 18日：井田玲音名 髙畑結希 平田詩奈 | 25日：平田詩奈 池田楓 石川花音 田辺美月         | -                                               |
| 1. 2. 3. 4. 5. 6. 7. 8. 9. 10. 11. 12. |                                              |                                      |                                    |                                                 |                                                 |

### その他の出演者
- izu[注 1]

## コーナー

### 現在のコーナー
Stand by OK!
出演メンバーが歌う「鼻歌」のタイトルを当てるコーナー。
フラストレーションバスター!
リスナーのイライラ、モヤモヤなどを話して、フラストレーションをぶっ飛ばしてもらうコーナー。
シュレッダー祭
最近、失敗した、腹が立った、忘れてしまいたい事をメールで送ってもらい、メンバーがそれを読みシュレッダーにかけるコーナー。
120%なえゼリフ
シチュエーションに合わせてメンバーがリスナーを120％「なえさせる」セリフでお答えるコーナー。
SKE48カルトクイズ・ハイパー
メンバーから出されるカルトなクイズにお答えコーナー。 以前は「SKE48カルトQ」というコーナーだった。
意外に満場
リスナーのお題にメンバー3人が同時に解答する。3人の解答が「満場一致」するまで次のコーナーへ進めない。
○○の部屋
メンバーが自分のことを話したり、リスナーから募集したトーク内容を話すコーナー。

### 過去のコーナー
I love AICHI
愛知県の好きなところや豆知識を発表するコーナー。
100%応援電話
番組リスナーに電話をかけ、メンバー3人がリスナーの相談を応援するコーナー。
100%全力セリフ
リスナーからシチュエーションを募集し、メンバーが100％全力のセリフで答えるコーナー。
SKEトークバトル
トークテーマに対して誰が面白いか深いかリスナーに決めてもらうコーナー。
○○出馬宣言
メンバーの宣言（トークアピール）をリスナーに投票してもらい、一番聴きたい宣言を番組後半でトークするコーナー。
僕は知っている
出演メンバーの好きなところや、メンバーあるあるなどを募集し、紹介するコーナー。
○○ランキング
あるお題に対して、SKE48のナンバー1を決めるコーナー。
金の電話、銀の電話
リスナーに電話を掛け、メンバー3人が悩み相談に答えるコーナー。リスナーが「金の電話」を選択するとメンバーは「ドS対応」（厳しい対応）、「銀の電話」の場合は「ドM対応」（優しい対応）をする。後に「ドS限定! 金の電話」に変更された。
パンチラインバスター!
パンチの効いたメッセージを送ってくれたリスナーと、パンチの効いたトークを楽しむコーナー。

## 主題歌・挿入歌
- オープニング
  - 賛成カワイイ!（SKE48）
- エンディング
  - 前のめり（SKE48）